# Flor (dräkt)

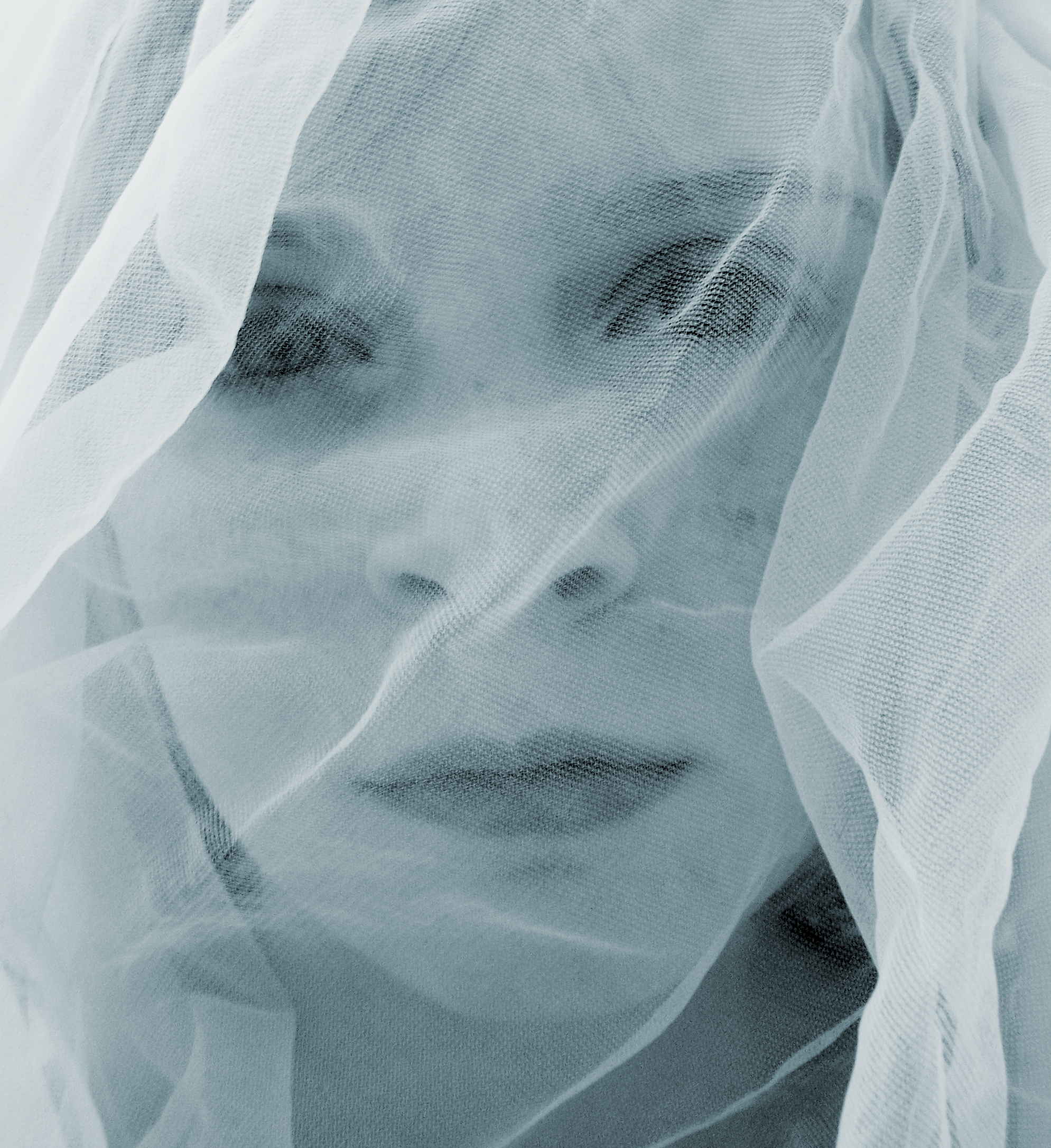
Flor som täcker ett ansikte.

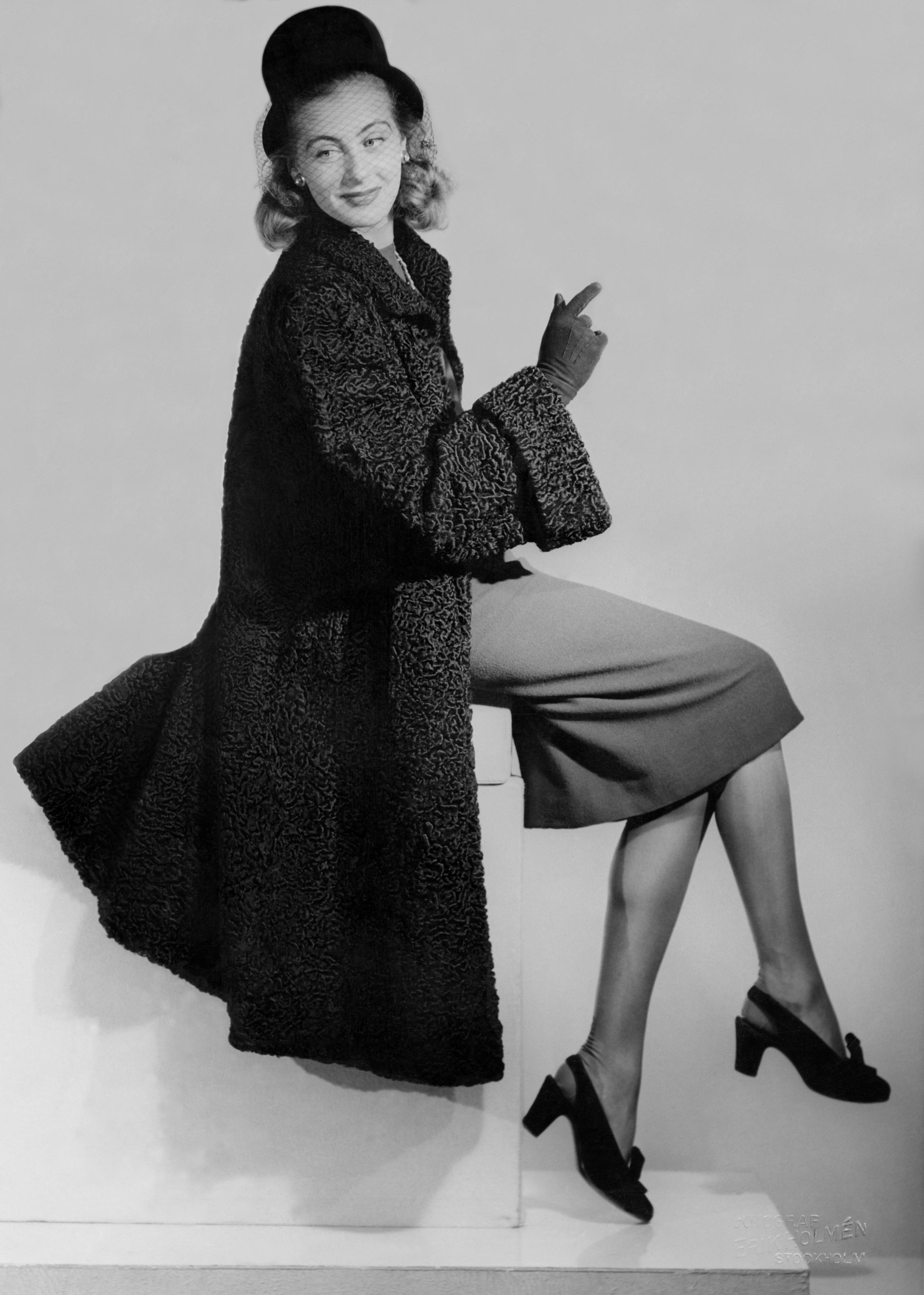
Kvinna i hatt med flor år 1945.

Flor (av latin flos ’blomma’) avser tunt, genomskinligt tyg (spets, nät) för ansiktsslöjor och brudslöjor.
Flor har använts som dekoration på damhattar sedan 1890-talet, populärt cirka 1930–1960. En tätare variant, som döljer en sörjande änkas ansikte, benämns sorgflor.
En viss sorts flor kallas krusflor.